# Zastavený příval
Zastavený příval je historický román pro děti a mládež českého spisovatele, pedagoga a archeologa Eduarda Štorcha, který patřil k nejvlivnějším českým autorům historické prózy a jehož nejznámějšími díly jsou Lovci mamutů nebo Osada Havranů. Román Zastavený příval začal vycházet v roce 1939 a v úplnosti byl publikován roku 1940. Vypráví příběh o válce mezi vojsky franského císaře Karla Velikého a Slovanů. Tento příběh se odehrává v 9. století v okolí dnešního města Mělníka, kde zaútočí tři vojska Karla Velikého na Pšovany, Kamenčany a Nišany za účelem získat jejich území.

## Děj
Román začíná na Pšovské osadě, kde žije krásná Rastislava se svým otcem. Z klidu je však vytrhne zpráva, že se blíží velký příval – franská vojska s nedávno připojenými saskými vojáky, které vede Karel Mladší, syn Karla Velikého. Pšované se rozhodnou utéct se svým dobytkem, zásobami jídla a zbraněmi ze svých domovů na Hradsko u Kaniny, místo téměř nedobytné. Kolem hradiště jsou strmé skály a skalní rokle. Pšované se utábořili a začali s opevňováním hradiště. Po několika dnech drancování okolních vesnic dorazili i Frankové a oblehli hradiště.
Protože se Radislavě stýskalo po otci, rozhodla se za ním časně zrána vydat. Část cesty ji doprovodil Lešek, posel Luticů, ale poté šla i přes důrazné varování před Franky sama. Když došla blízko k vojenskému táboru, byla zajata. Nebýt její krásy a toho, že hraběti Werimarovi zachránila život, ze zajetí by se nedostala. Putovala dále, až dorazila k Hradsku, kde ji oznámili, že její otec tady již není. Po dlouhé cestě se ale na Hradišti vyspala, najedla a rozhodla se, že se vrátí zpět domů s Neklanem, který ji odmítl pustit samotnou. Frankové ale všechny stezky oblehli, proto musela Radislava s Neklanem slézt po skále. I přes opatrné postupování lesem, byli zajati. Netrvalo však dlouho a na pomoc jim přišlo české vojsko. Poté pokračovali dál, až konečně došli zpět domů na Vrátenskou horu. Po neúspěšném útoku Franků je Slované porážejí.

## Přijetí díla a interpretace
Štorch se text pokoušel vydat na počátku druhé světové války, ale německé okupační úřady mu bránily v publikaci. Dílo proto zaslal do soutěže o nejlepší historickou povídku pro mládež, v níž získal první místo společně se dvěma dalšími texty. V prosinci roku 1939 začala být kniha tištěna v sešitovém vydání v nakladatelství Toužimský a Moravec. Knihu ilustroval Jiří Wowk. 23. ledna 1940 byl rukopis konfiskován, 30. března 1940 byla konfiskace po protestech zrušena. Vinou nátlaku úřadů a cenzurních zásahů se stal Zastavený příval na dlouho poslední vydanou autorovou knihou.
Štorch se Zastaveným přívalem a Minehavou postavil do pozice kronikáře východního Kokořínska. Oblast jej dlouhodobě fascinovala a v rukopisném věnování popsal místní Vrátenskou horu jako „úžasnou, nádhernou horu“. Jan Šnobr napsal: „Dvěma knihami, jimiž nám objevil Vrátenskou horu a Pustý vrch, krajinu, do níž se zamiloval celou svou bytostí a jež mu za to štědře oplácela, zapsal se Štorch do paměti dnešních jejích obyvatel i všech nás, kteří do ní přicházíme.“